# Amt für Justiz
Das Amt für Justiz (AJU) mit Dienstsitz Vaduz wurde zum 1. Februar 2013 im Fürstentum Liechtenstein durch Zusammenlegung verschiedener Ämter, Behörden und Abteilungen geschaffen. Es ist Teil des Ministeriums für Infrastruktur und Justiz.
Das Amt setzt sich aus
- dem Grundbuchamt (GB)
- dem Handelsregister (HR, früher Öffentlichkeitsregister, ÖR)[2]
- der Stiftungsaufsichtsbehörde (STIFA)
- der Opferhilfestelle (OHS) und
- der Abteilung Justizwesen

zusammen.

## Organisation
Art 78 Abs. 2 der Verfassung des Fürstentums Liechtenstein (LV) regelt, dass durch Gesetz oder kraft gesetzlicher Ermächtigung „bestimmte Geschäfte einzelnen Amtspersonen, Amtsstellen oder besonderen Kommissionen, unter Vorbehalt des Rechtszuges an die Kollegialregierung, zur selbständigen Erledigung übertragen werden“ können.
Das zum 1. Februar 2013 geschaffene Amt für Justiz ist eine Amtsstelle der Landesverwaltung. Das Amt für Justiz untersteht gemäß der Regierungs- und Verwaltungsorganisation (früher: Ämterplan) der liechtensteinischen Regierung (Justizministerium und der Aufsicht der Regierung selbst).
Die Zuteilung der Aufgaben, die Leitung sowie Stellvertretung werden von der Regierung mit Regierungsbeschluss näher geregelt.

## Leitung
Gemäß Art 8 StPV ist der Leiter des Amts für Justiz ein Angestellter mit Führungsfunktion im Sinne von Art 21 Abs. 3 StPG (Amtsstellenleiter mit dem Titel „Direktor“ bei Verkehr mit dem Ausland). Bis Frühjahr 2018 war Bernd Hammermann Amtsstellenleiter, seither ist es Graziella Marok-Wachter.

## Abteilung für Justizwesen
Die Abteilung Justizwesen des Amtes für Justiz befasst sich Schwerpunktmäßig mit
- Zivilrecht,
- Personen- und Gesellschaftsrecht;
- Straf- und Strafprozessrecht, Rechtshilfe in Strafsachen, Aus- und Durchlieferung
- Exekutionsrecht
- Nachlass- und Konkursrecht;
- allgemeines Verfahrensrecht;
- Mediation;
- Datenschutz.

Die Abteilung Justizwesen ist in diesem Zusammenhang auch zuständig für die Ausarbeitung von Vorlagen für Gesetze und Verordnungen, Berichte und Stellungnahmen. Im Bereich der internationalen Rechtshilfe in Strafsachen ist das Amt für Justiz erste Anlaufstelle (Zentralstelle).